# Leviathan (Schiff, 1790)
Die Leviathan, auch HMS Leviathan, war ein 74-Kanonen-Linienschiff (Zweidecker) dritten Ranges der Courageux-Klasse der britischen Royal Navy und das zweite Schiff dieses Namens.

## Geschichte
Ihr Konzept wurde nach dem französischen Schiff Courageux entworfen. Dieses Linienschiff wurde 1761 erobert, in die Royal Navy eingegliedert und scheiterte 1796 an der Küste von Nordafrika. Nach dem Konzept der Leviathan wurden weitere fünf Schiffe bis 1808 gebaut. Das letzte Schiff der Klasse wurde 1855 abgebrochen. Die Leviathan wurde am 9. Dezember 1779 bestellt und auf der Chatham Dockyard im Mai 1782 auf Kiel gelegt. Am 9. Oktober 1790 erfolgte der Stapellauf.
Das Schiff wurde 1798 vom Blockadegeschwader vor Toulon mit einem weiteren Linienschiff, zwei Fregatten und kleineren Fahrzeugen zur Eroberung von Minorca auf den Balearen abgesandt. Danach war die Leviathan eines der englischen Kriegsschiffe in der Schlacht von Trafalgar. In der Schlachtaufstellung war es in der nördlichen Linie das vierte Schiff von Osten. In der Schlacht verlor die Leviathan 4 Seeleute, weitere 22 wurden verwundet. 
Nach dem Ende der Napoleonischen Kriege wurde die Leviathan 1816 in ein Gefängnisschiff umgewandelt. 
1848 wurde das Schiff schließlich verkauft und anschließend demontiert.